# Stephan Mølvig
Stephan Mølvig, danski veslač, * 13. februar 1979, Odense.
Mølvig je za Dansko na Poletnih olimpijskih igrah 2004 v Atenah nastopil v lahkem četvercu brez krmarja, ki je tam osvojil zlato medaljo.
Poleg tega je z lahkim četvercem brez krmarja osvojil še dve zlati medalji na svetovnih prvenstvih, v lahkem osmercu pa bronasto medaljo. 